# بيت النخيف (بني حشيش)

تعديل مصدري - تعديل

بيت النخيف هي إحدى قرى عزلة عضران بمديرية بني حشيش التابعة لمحافظة صنعاء، بلغ تعداد سكانها 1963 نسمة حسب تعداد اليمن لعام 2004.